# Љупина
Љупина је насељено место у саставу града Нове Градишке у Бродско-посавској жупанији, Република Хрватска.

## Историја
До територијалне реорганизације у Хрватској налазила се у саставу старе општине Нова Градишка.

## Становништво
На попису становништва 2011. године, Љупина је имала 987 становника.

## Попис 1991.
На попису становништва 1991. године, насељено место Љупина је имало 1.343 становника, следећег националног састава:
| Попис 1991.‍   | Попис 1991.‍  | Попис 1991.‍ | Попис 1991.‍ | Попис 1991.‍ |
| ------------- | ------------ | ----------- | ----------- | ----------- |
|               |              |             |             |             |
| Хрвати        | Хрвати       |             | 1.167       | 86,89%      |
| Срби          | Срби         |             | 88          | 6,55%       |
| Југословени   | Југословени  |             | 30          | 2,23%       |
| Немци         | Немци        |             | 3           | 0,22%       |
| Мађари        | Мађари       |             | 2           | 0,14%       |
| Словаци       | Словаци      |             | 1           | 0,07%       |
| Словенци      | Словенци     |             | 1           | 0,07%       |
| Украјинци     | Украјинци    |             | 1           | 0,07%       |
| неопредељени  | неопредељени |             | 5           | 0,37%       |
| регион. опр.  | регион. опр. |             | 4           | 0,29%       |
| непознато     | непознато    |             | 41          | 3,05%       |
| укупно: 1.343 |              |             |             |             |